# Polydesma erubescens
Polydesma erubescens là một loài bướm đêm trong họ Erebidae.